# Dschinghis Khan
Den här artikeln handlar om den tyska popgruppen. För den mongoliske ledaren, se Djingis khan. För andra betydelser, se Djingis khan (olika betydelser)
Dschinghis Khan (Uttalas "Dsjingis" Khan) är en västtysk popgrupp bildad 1979 för att tävla i Eurovision Song Contest. Namnet på bandet är den tyska stavningen av Djingis khan (med ett extra "h") och valdes för att passa sången med samma namn, skriven av Ralph Siegel med text av Bernd Meinunger.

## Medlemmar
Originalmedlemmar
- Steve Bender (egentligen Karl-Heinz Bender): Född 2 november 1946 i Mainz, död 7 maj 2006 (cancer).
- Henriette Strobel:  Född 13 november 1953 i Amstelveen, Nederländerna. Tidigare maka till Wolfgang Heichel (skilda).
- Wolfgang Heichel: Född 4 november 1950 i Meißen. Tidigare make till Henriette Strobel (då Heichel).
- Leslie Mándoki: Född 7 januari 1953 i Budapest, Ungern.
- Edina Pop: Född 4 februari 1941 som Marika Késmárky i Budapest, Ungern.
- Louis Hendrik Potgieter: (egentligen Patrick Bailey): Född 4 april 1951 i Pretoria, Sydafrika, död augusti 1993 i Kapstaden (aids).

Senare medlemmar (urval)
- Stefan Track: Född 15 september i Aalen, Tyskland, (2005–2006, 2018–, bildade 2nd Dschinghis Khan tillsammans med Wolfgang Heichel)
- Daniel Käsling: (2005–2007, som "Ögödei Khan")
- Kaya Ebru: (2005–2007, som "Eltuya Khan")
- Claus Kupreit (2007–, ersatte Track, uppträder som "Igei Khan" och är koreograf för Strobel and Pop's Dschinghis Khan)
- Angelika Erlacher (2016–, "Eltuya Khan" i Strobel and Pop's Dschinghis Khan)
- Johannes Kupreit (2011–, "Ögödei Khan" i Strobel and Pop's Dschinghis Khan)
- Läm Virat Phetnoi (2012–, "Yassa Khan" i Strobel and Pop's Dschinghis Khan)
- Jan Großfeld (2019–, "Bärke Khan" i Strobel and Pop's Dschinghis Khan)

## Historik
De tog fjärdeplatsen i Eurovision Song Contest 1979, och deras sång var en stor tysk och europeisk hit. Även om bandet var mest framgångsrikt i Tyskland och alla deras texter var på tyska, gjorde producenten Ralph Siegel även en version på engelska av varje släppt låt. Bandet var utanför tyskspråkiga länder främst framgångsrikt i Östeuropa, Australien och Japan.
1985 upplöstes bandet efter att ha släppt flera ytterligare album utan större försäljningsframgångar. 1987 försökte de göra en comeback med en något förändrad lista av medlemmar under namnet Dschinghis Khan Family. De misslyckades dock med att kvalificera sig för Eurovision Song Contest 1987 och bandet upplöstes kort därefter på nytt.
Louis Potgieter, gruppens centralfigur, dog i sviterna av AIDS 1993. Steve Bender drabbades av cancer och avled 2006.
2004 blev Dschinghis Khans låt "Moskau" från 1979 en överraskningshit på Internet på grund av spridning av ett uppförande av sången från bandets glansdagar. Bandets första singel, "Dschinghis Khan", är fortfarande välkänd i Japan; det är en av två tyskspråkiga sånger tillgängliga i varje karaokemaskin (den andra är "99 Luftballons" av Nena). En av J-pop-bandet Morning Musumes låtar, "Koi-no dance site" (släppt 2000) har stor likhet med "Dschinghis Khan", vilket gjorde att många misstänkte plagiering.

## Diskografi

### Album
- Dschinghis Khan (1979)
- Rom (1980)
- Viva (1980)
- Wir sitzen alle im selben Boot (1981)
- Helden, Schurken & der Dudelmoser (1982)
- Corrida (1983)
- Die Großen Erfolge (1999)

### Singlar
(endast tyska utgåvor)
- "Dschinghis Khan" (1979)
- "Moskau" (1979)
- "Hadschi Halef Omar" (1979)
- "Rom" (1980)
- "Pistolero" (1981)
- "Loreley" (1981)
- "Wir sitzen alle im selben Boot" (1981)
- "Klabautermann" (1982)
- "Der Dudelmoser" (1982)
- "Himalaja" (1983)
- "Olé Olé" (1984)
- "Mexiko" (1985)
- "Starcollection" (Dubbel CD)(2002)